# Melissa Martínez Artuz
Melissa del Mar Martínez Artuz (departamento de Atlántico, 29 de enero de 1980) es una periodista y presentadora de deportes colombiana. en 2025 hace parte del equipo de ESPN Colombia.

## Biografía
Creció y estudió en Barranquilla. Estudio en la Universidad Autónoma del Caribe. Tuvo como mentor al narrador deportivo Edgar Perea, y es hincha declarada del Junior de Barranquilla.
Sus inicios en la televisión fueron como la «patrullera nacional» de noticias RCN antes de pasar al periodismo deportivo en las transmisiones de Futbolmanía RCN (Hoy RCN Colombia Grita Gol). Se retiró de dicho medio en septiembre de 2018.
La periodista en la actualidad hace parte del programa ESPNFShow en ESPN Colombia.

## Vida personal
Melissa vive en Bogotá. A finales de 2017, se conoció a través de sus redes sociales su relación sentimental con el futbolista uruguayo Matías Mier, con quien contrajo matrimonio en 2019. En 2022 se conoció públicamente de una infidelidad de su esposo, lo que desembocó en su separación.